# Хишевичі
Хише́вичі — село в Україні, Великолюбінська громада, Львівський район, Львівська область.

## Історія
Перша письмова згадка — 1425 р.
У селі за часу Австро-Угорщини діяли 1-класова школа, позичкова каса з капіталом 1748 золотих ринських.

## Релігія
- церква Святого Апостола Филипа (1918; УГКЦ; мурована)[4][5].

## Населення
| Чисельність населення, осіб |
| 2001                        |
| --------------------------- |
| 571                         |

## Відомі люди

### Народилися
- Євген Желехівський (1844—1885) — український лексикограф, фольклорист, громадський діяч;
- Іван Йовик (1918—2005) — український військовик та громадський діяч, письменник-мемуарист;
- Іван Цяпка (?—?) — адвокат, громадський діяч;
- Андрій Филипчук (1989—2023) — український археолог, науковець, історик, військовослужбовець[7];
- Яків Чорній (1914—1944) — військовий діяч УПА, хорунжий, перший командир Військової округи-6 «Сян», яка належала до оперативної групи УПА-Захід.

### Проживали
- Михайло Филипчук (1955—2016) — український історик, археолог, дослідник Пліснеська; місце поховання[8].

### Померли
- Басараб Михайло — вістун УПА, лицар Срібного хреста бойової заслуги УПА 2 класу.